# リュウキュウアオバズク
リュウキュウアオバズク（琉球青葉木菟、学名：Ninox japonica totogo）は、南西諸島固有のフクロウである。アオバズクの亜種。

## 分布
奄美群島の奄美大島・喜界島・徳之島・沖永良部島・与論島、琉球諸島の沖縄本島・伊平屋島・伊是名島・粟国島・久米島・座間味島・宮古島・石垣島・西表島・竹富島・黒島・与那国島・波照間島、台湾。すべて留鳥。
山地から平地にかけての常緑広葉樹林の樹上。常緑広葉樹であれば公園の木の上でも見られる。

## 形態
全長29-30.5cm、翼開長76cm。頭から尾までの背側は黒褐色、腹側は白っぽく、褐色の縦斑がある。足は長めで羽毛はあり指にはない。足と眼、嘴は黄色。基亜種のアオバズクとの識別は非常に難しく、リュウキュウアオバズクのほうがやや色合いが暗い程度。

## 生態
樹洞に営巣する。昆虫やミミズなどを主食としている。他に小鳥やコウモリを食する。夜行性。「ホッウホッウ　ホッウホッウ　ホッウホッウ」と鳴く。

## 保全状況
南西諸島の個体は、沖縄県レッドデータブックで準絶滅危惧種に指定されている。亜種であることから、台湾を含めた種全体の保全状況の調査は行われていない。アオバズク全体の保全状態は低危険種である。